# Németország kancellárja
A szövetségi kancellár (németül der Bundeskanzler) Németországban a szövetségi kormány feje (szemben más országokkal, ahol a végrehajtó hatalom fejét miniszterelnöknek, vagy elnöknek nevezik). A kancellár (der Kanzler) szó eredete a középkorba nyúlik vissza és a latin cancellarius szóból ered. A latin szó jelentése titkár, ajtónálló, vagy hordár volt.
A jelentése megegyezik a miniszterelnökével, de más országok miniszterelnökeire a németben külön szó van: Premierminister, vagy Ministerpräsident. A saját szövetségi kormányfőjükre a németek a Kanzler szót használják, de a legtöbb német szövetségi állam kormányfőjére már a Ministerpräsident szót.
Angela Merkel volt az első női kancellár, és mivel a németben gyakran jelölik a foglalkozások viselőjének a nemét, Merkelt a „die Bundeskanzlerin” címmel emlegették, amiből az -in végződés jelöli a nőnemet. A szó nyelvtanilag helyes, de Merkel előtt nem használták. A magyar nyelvben Merkelre is a kancellár szó volt használatos hivatalosan, de előfordult a kancellár asszony megnevezés is.
A mai kancellári poszt a birodalmi kancellár (Reichskanzler) hivatalból származik, amelyet Otto von Bismarck teremtett meg az Északnémet Szövetségben 1867-ben. Ebből a Szövetségből lett a német nemzetállam az 1871-es német egyesítéssel. A kancellár szerepe sokat változott az ország modern története során. Ma a legnagyobb hatalmú kormányhivatalnok.

## Történeti áttekintés
A kancellári hivatalnak hosszú története van, amely egészen a Német-római Birodalom idejéig, sőt a Karolingokig visszavezethető. A Karoling birodalomban a császári palota kápolnájában szolgáló klerikusok vezetőjét kancellárnak nevezték. A kápolna kollégiuma volt a kancellária, amely kiadta a hiteles császári okleveleket és capitulariumokat. Német Lajos keleti frank király idejétől a mainzi érsek volt az ex officio német főkancellár. Ezt a hivatalt az érsekek egészen a Német-római Birodalom végéig, 1806-ig viselte. (Miközben a középkori itáliai királyság kancellárja a kölni érsek volt, Burgundiáé pedig a trieri érsek.  Ez a három  érsek egyben választófejedelem is volt, annak a testületnek a tagjai, akik megválasztották „a rómaiak királyát”. A német kancellárnak már a középkortól volt politikai hatalma, mint például Willigisnek, aki 975 és 1011 között volt főkancellár, és 991 és 994 között a gyermek III. Ottó császár régense, vagy Rainald von Dassel Barbarossa Frigyes császár idején.
I. Ferdinánd császár 1559-ben a bécsi Hofburgban létrehozta az egyesített császári és udvari kancelláriát (Reichshofkanzlei), amelynek a feje az alkancellár volt, aki névlegesen a mainzi érsek (azaz a kancellár) alárendeltje volt. Az 1620-ban vívott fehérhegyi csata után II. Ferdinánd császár létrehozta az ausztriai udvari kancellári hivatalt, amely a Habsburg Birodalom bel- és külügyeiért is felelős volt. 1753-tól Wenzel Anton Eusebius von Kaunitz herceg viselte az osztrák államkancellári címet. A birodalmi kancellária elvesztette fontosságát, és Mária Terézia és II. József uralkodása idejétől már csak papíron létezett. A Német-római Birodalom feloszlatása után Klemens von Metternich herceg volt az osztrák birodalom államkancellárja (1821 és 1848 között), Poroszország kancellárja pedig Karl August von Hardenberg volt (1810 és 1822 között).
A modern kancellári cím az Északnémet Szövetséggel egyszerre jött létre 1867-ben, amelynek első kancellárja Otto von Bismarck lett. Ez az államalakulat csak alig több, mint három évig létezett. Amikor Németország 1871. január 1-én egyesült, és létrejött a Német Császárság, a kancellári cím hivatalos neve Reichskanzler lett, azaz a birodalom kancellárja. (A magyar nyelvben Bismarckot egyszerűen kancellárnak szokták nevezni.) Az 1949-es német alkotmány óta a hivatalos titulus Bundeskanzler (szövetségi kancellár).
A kancellár szerepe változó volt. 1871 és 1918 közt csak a császárnak volt felelős. A köztársaság megalapítása és az 1918-as alkotmányos reform után a parlament megkapta a kancellár menesztésének jogát. Az 1919-es weimari alkotmány szerint a kancellárt az államelnök nevezte ki és felelős volt a parlamentnek és az elnöknek is. Amikor 1933. január 30-án a náci párt került hatalomra, a weimari alkotmányt de facto félretették. Miután 1934-ben meghalt  Hindenburg elnök, Adolf Hitler egyszerre lett kormányfő és államfő, mert új elnököt nem választottak. Hivatalos címe Führer und Reichskanzler volt, azaz a birodalom vezére és kancellárja.
Az 1948-as alkotmány sokkal nagyobb hatalmat biztosított a kancellárnak, mint a weimari időkben, miközben az elnök hatalma jelentősen csökkent. Németországot ma is gyakran „kancellári demokráciaként” emlegetik, utalásképpen arra, hogy a kancellár a végrehajtó hatalom fejeként a kormányzati politika egészét meghatározza.
1867 óta Németországnak, illetve közvetlen elődjének 33 kormányfője volt, és legtöbbjük a kancellári címet viselte.
A valamikori Német Demokratikus Köztársaságban (NDK, vagy Kelet-Németország, 1949. október 7. és 1990. október 3. között) nem létezett kancellári poszt. A kormányfő hivatalos címe miniszterelnök volt (Ministerpräsident), illetve a teljes cím: az NDK Minisztertanácsának elnöke (Vorsitzender des Ministerrats der DDR).

## Az Északnémet Szövetség kancellárja (1867–1871)

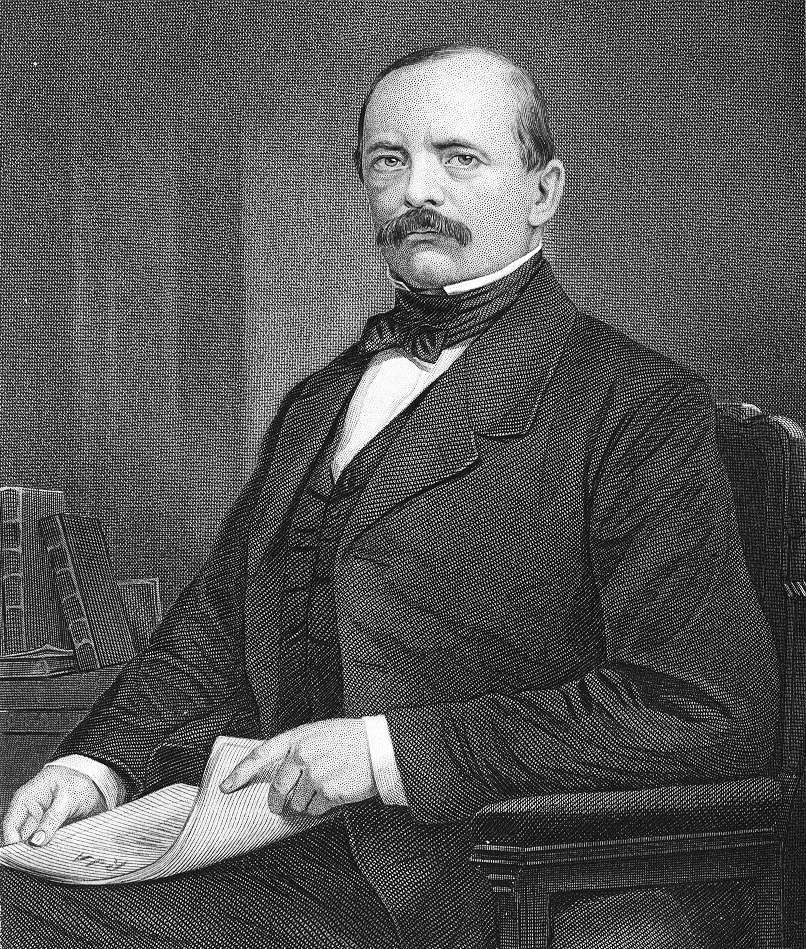
Otto, Fürst von Bismarck, ahogy 1871-től nevezték. A Fürst szót korábban fejedelmekre használták

Az 1867. július 1-én létrejött Északnémet Szövetség kormányfőjének címe Bundeskanzler volt. Egyetlen ember viselte csak ezt a címet: Otto Graf von Bismarck-Schönhausen, vagy ismertebb rövid nevén Otto von Bismarck, aki ezt megelőzően Poroszország miniszterelnöke volt. Bár a porosz királyt már 1871. január 18-án német császárnak kiáltották ki a versailles-i kastély tükörtermében, és fel is eskették, az Északnémet Szövetség jogilag csak három hónappal később, április 16-án szűnt meg, amikor életbe lépett az az 1871-es német alkotmány. Bismarck így addig a dátumig szövetségi kancellár maradt. Az Északnémet Szövetséget ezekben a hónapokban már Német Szövetségként is emlegették, miután csatlakoztak hozzá a déli német államok is (Ausztria kivételével).
A kancellárt a porosz király nevezte ki, mint az Északnémet Szövetség elnöke. Szerepe és jogkörei hasonlóak voltak, mint az 1871 utáni kancellári szerep és jogok.

## A birodalom kancellárja (1871–1918)
Az 1871-ben megszületett Német Birodalomban a birodalmi kancellár (Reichskanzler) egyszerre volt a császár főminisztere és elnökölt a Bundesratban, a szövetségi államokat képviselő törvényhozó testületben. Nem választották, hanem a császár nevezte ki, és nem volt felelős a Reichstagnak, a birodalom parlamentjének.
A szövetségi kormányzat a következőkből állt:
- A szövetségi tanács (Bundesrat), amely a szövetségi államok képviselőiből állt, és elnöke Poroszország királya volt.
- A Reichstagnak nevezett parlament.
- A szövetségi kormányzat, amelynek első feje Otto von Bismarck volt, először Poroszország miniszterelnökeként, majd a perszonálunió birodalmi kancellárjaként.

Technikailag a birodalmi államok külügyminiszterei felülmúlták a kancellárt, hiszen ők látták el instrukciókkal az államok küldötteit a Bundesratban. Ebből az okból Fürst von Bismarck (ahogy 1871-től titulálták, fejedelmi rangra utalva) gyakorlatilag kancellári megbízatásának teljes tartalma alatt megtartotta a porosz miniszterelnöki és külügyminiszteri posztokat is. Ezen a módon az ő kezében maradt Poroszország 17 bundesratbeli szavazata, és a kisebb államokkal alkukat kötve kontrollálhatta a folyamatokat.
A kancellár név részben az intézmény alacsony státuszát sugallta a tagállami kormányokkal szemben: a szövetségi kancellár nem volt miniszterelnök, a tagállami kormányfőkkel szemben. Ugyanakkor egy erős monarchikus-bürokratikus, nem-parlamentáris üzenetet is sugallt (amire Poroszországban Karl August von Hardenberg volt az egyik történelmi példa).
Mindkét aspektusra tekintettel, a Szövetség, illetve a Birodalom végrehajtó hatalma, ahogy 1867 és 1871 között létrejött, szándékosan különbözött az 1848/49-es forradalmi évek birodalmi minisztériumától, amelyet a nemzetgyűlés választotta miniszterelnök vezetett.

## A forradalmi időszak (1918–1919)
1918. november 9-én Miksa badeni herceg a szociáldemokrata Friedrich Ebertnek adta át a kormányfői hivatalt. Ebert szolgált kormányfőként a Német Birodalom vége, 1918 novembere, és a nemzetgyűlés 1919. februári első ülése közt eltelt három hónapban. A kancellári címet azonban nem használta.
Ugyanebben az időben Ebert a Népi Küldöttek Tanácsa (Rat der Volksbeauftragten) társelnökeként is szolgált, a Németország Független Szociáldemokrata Pártjához tartozó Hugo Haasével együtt.

## A weimari köztársaság kancellárja (1919–1933)

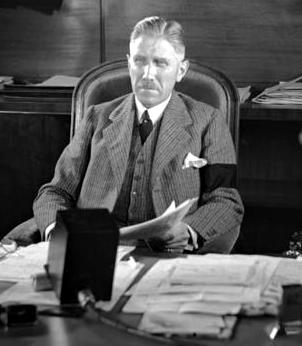
Franz von Papen, a kancellár 1932-ben

A kancellári hivatal a weimari köztársaság idején tovább élt. A kancellárt (Reichskanzler) az elnök nevezte ki, és felelős volt a Reichstagnak.
A weimari köztársaságban a kancellári hivatal elé gyenge volt. A korabeli francia kormányfőhöz hasonlóan a kancellár alig volt több, mint egy elnöklő hivatalnok. A kormánydöntéseket többségi szavazattal hozták. A weimari kormányok közül sok erősen az államelnöktől függött, mert a parlamenti többség biztosítása nehézségekbe ütközött.

## A náci Németország kancellárja (1933–1945)

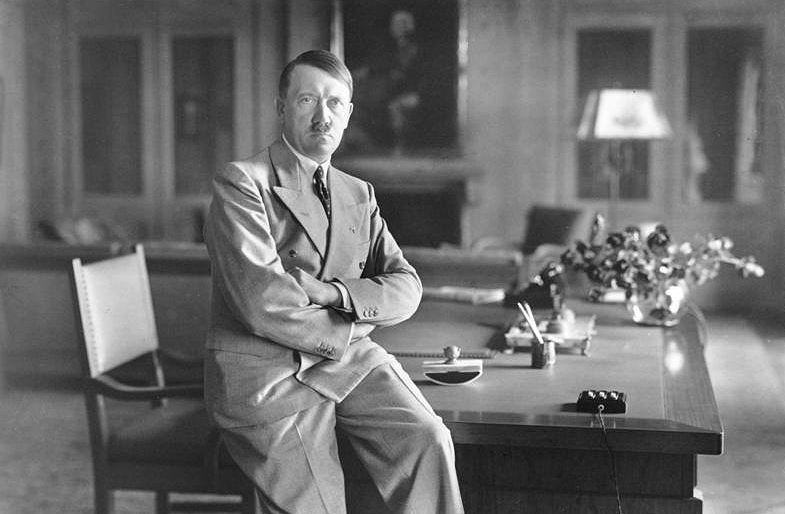
Adolf Hitler, a kancellár 1933 és 1945 között

Adolf Hitlert 1933. január 30-án nevezte ki kancellárnak Paul von Hindenburg államelnök. Amint átvette a hivatalt, Hitler azonnal hatalma növeléséhez kezdett, átalakítva a kancellári poszt tartalmát. Még csak két hónapot töltött el új hivatalában, amikor – a Reichstag felgyújtását követően – a Reichstag megszavazta a felhatalmazási törvényt, amely teljes törvényhozói hatalmat adott a kancellárnak négy évre. Ennek révén a parlamenttel való egyeztetés nélkül hozhatott törvényeket. A kancellári hatalom Hitler kezében még tovább nőtt, miután 1934 augusztusában Hindenburg meghalt, és nem neveztek ki új elnököt. Hitler a felhatalmazási törvényt felhasználva összeolvasztotta az államelnöki és a kancellári hivatalt, és ezzel létrejött a Führer („Vezér”) titulusa. Hitler Führernek és Reichskanzlernek is neveztette magát, ezzel jelezve, hogy az államfő és a kormányfő azért két külön hivatal, bár történetesen ugyanaz az egy ember töltötte be őket. 1945 áprilisában ezt tette nyilvánvalóvá Hitler utasítása, hogy halála után szűnjön meg a führeri pozíció és nevezzenek ki új elnököt és új kancellárt. Április 30-án Hitler öngyilkosságot követett el. Ekkor Hitler végakaratának megfelelően Joseph Goebbels követte a kancellári poszton, arra a rövid időre, amíg ő maga is nem követett el öngyilkosságot. A hatalom ekkor Karl Dönitz főtengernagy mint német elnök kezébe szállt. Dönitz a pártonkívüli konzervatív von Krosigk grófot nevezte ki kormányfőnek, „vezető miniszter” címmel. A megadásról Dönitz és von Krosigk egyezett meg a szövetségesekkel.

## A szövetségi Németország kancellárja (1949-től)

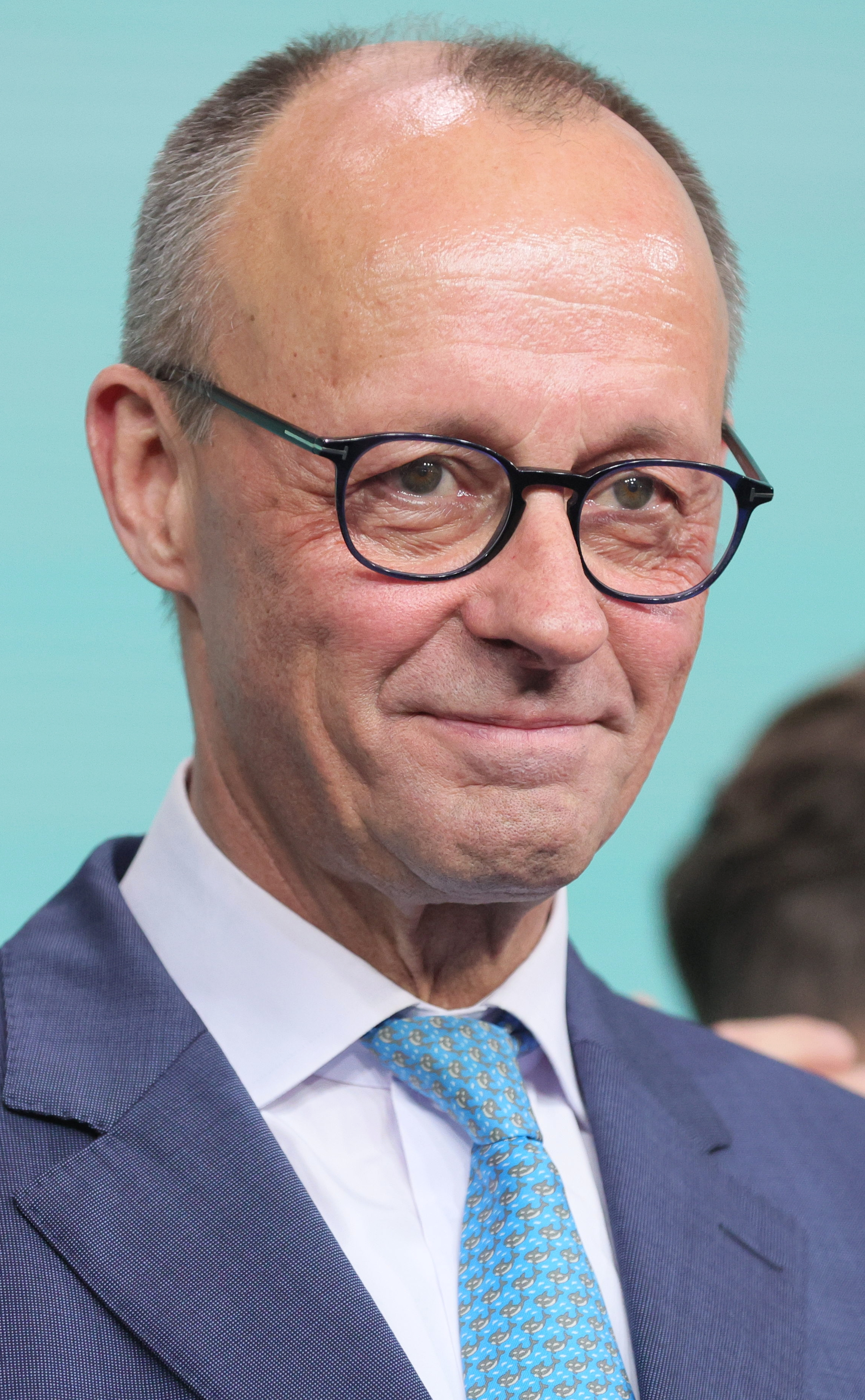
Friedrich Merz jelenlegi szövetségi kancellár

Az 1949-es német alaptörvény (Grundgesetz) széles jogkörökkel ruházza fel a kancellárt (Bundeskanzler) a kormánypolitika alakításában. Emiatt a német politikai rendszert egyesek nevezték „kancellári demokráciának” is. A szövetségi kormányzat a kancellárból és kabinetjéből áll.
A kancellár hatalma az alkotmányból ered, és a gyakorlatban abból, hogy ő a vezetője annak a pártnak vagy koalíciónak, amely többséget birtokol a Bundestagban (a szövetségi parlamentben).  Helmut Schmidt kivételével a kancellár pártja elnöke volt. Ez igaz volt Gerhard Schröderre is 1999-től, bár ő 2004-ben, kancellári ciklusának lejárta előtt, lemondott a Szociáldemokrata Pártban (SPD) betöltött elnöki címéről.
A kancellár hivatalos megszólítása „Herr Bundeskanzler”, ha férfiről van szó. Az első női kancellár, Angela Merkel hivatalos megszólítása „Frau Bundeskanzlerin” volt. Kezdetben a vegyes nemű „Frau Bundeskanzler” is felmerült, végül azonban egy 2004-es ajánlásban is szereplő női forma terjedt el.
A Szövetségi Kancellári Hivatal épülete Berlinben található.

### Lista
| Kancellár | Kancellár                | Kancellár                        | Hivatal kezdete      | Hivatal vége       | Párt            | Kormánya(i) | Parlamenti választások |
| --------- | ------------------------ | -------------------------------- | -------------------- | ------------------ | --------------- | ----------- | ---------------------- |
| 1         |                          | Konrad Adenauer (1876–1967)      | 1949. szeptember 20. | 1953. október 20.  | CDU             | Adenauer I  | 1. 1949                |
| 1         | 1953. október 20.        | Konrad Adenauer (1876–1967)      | 1957. október 29.    | Adenauer II        | CDU             | 2. 1953     |                        |
| 1         | 1957. október 29.        | Konrad Adenauer (1876–1967)      | 1961. november 14.   | Adenauer III       | CDU             | 3. 1957     |                        |
| 1         | 1961. november 14.       | Konrad Adenauer (1876–1967)      | 1962. december 13.   | Adenauer IV        | CDU             | 4. 1961     |                        |
| 1         | 1962. december 13.       | Konrad Adenauer (1876–1967)      | 1963. október 11.    | Adenauer V         | CDU             | 4. 1961     |                        |
| 2         |                          | Ludwig Erhard (1897–1977)        | 1963. október 17.    | 1965. október 26.  | CDU             | 4. 1961     | Erhard I               |
| 2         | 1965. október 26.        | Ludwig Erhard (1897–1977)        | 1966. november 30.   | Erhard II          | CDU             | 5. 1965     |                        |
| 3         |                          | Kurt Georg Kiesinger (1904–1988) | 1966. december 1.    | 1969. november 30. | CDU             | 5. 1965     | Kiesinger              |
| 4         |                          | Willy Brandt (1913–1992)         | 1969. október 21.    | 1972. december 15. | SPD             | Brandt I    | 6. 1969                |
| 4         | 1972. december 15.       | Willy Brandt (1913–1992)         | 1974. május 7.       | Brandt II          | SPD             | 7. 1972     |                        |
| -         |                          | Walter Scheel (1919–2016)        | 1974. május 7.       | Brandt II          | 1974. május 16. | 7. 1972     | FDP                    |
| 5         |                          | Helmut Schmidt (1918–2015)       | 1974. május 16.      | 1976. december 14. | SPD             | 7. 1972     | Schmidt I              |
| 5         | 1976. december 16.       | Helmut Schmidt (1918–2015)       | 1980. november 4.    | Schmidt II         | SPD             | 8. 1976     |                        |
| 5         | 1980. november 6.        | Helmut Schmidt (1918–2015)       | 1982. október 1.     | Schmidt III        | SPD             | 9. 1980     |                        |
| 6         |                          | Helmut Kohl (1930–2017)          | 1982. október 1.     | 1983. március 29.  | CDU             | 9. 1980     | Kohl I                 |
| 6         | 1983. március 30.        | Helmut Kohl (1930–2017)          | 1987. március 11.    | Kohl II            | CDU             | 10. 1983    |                        |
| 6         | 1987. március 12.        | Helmut Kohl (1930–2017)          | 1991. január 18.     | Kohl III           | CDU             | 11. 1987    |                        |
| 6         | 1991. január 18.         | Helmut Kohl (1930–2017)          | 1994. november 17.   | Kohl IV            | CDU             | 12. 1990    |                        |
| 6         | 1994. november 17.       | Helmut Kohl (1930–2017)          | 1998. október 27.    | Kohl V             | CDU             | 13. 1994    |                        |
| 7         |                          | Gerhard Schröder (1944–)         | 1998. október 27.    | 2002. október 22.  | SPD             | Schröder I  | 14. 1998               |
| 7         | 2002. október 22.        | Gerhard Schröder (1944–)         | 2005. november 22.   | Schröder II        | SPD             | 15. 2002    |                        |
| 8         |                          | Angela Merkel (1954–)            | 2005. november 22.   | 2009. október 28.  | CDU             | Merkel I    | 16. 2005               |
| 8         | 2009. október 28.        | Angela Merkel (1954–)            | 2013. december 17.   | Merkel II          | CDU             | 17. 2009    |                        |
| 8         | 2013. december 17.       | Angela Merkel (1954–)            | 2018. március 14.    | Merkel III         | CDU             | 18. 2013    |                        |
| 8         | 2018. március 14.        | Angela Merkel (1954–)            | 2021. december 8.    | Merkel IV          | CDU             | 19. 2017    |                        |
| 9         | Olaf Scholz 2021 cropped | Olaf Scholz (1958–)              | 2021. december 8.    | 2025. május 6.     | SPD             | Scholz      | 20. 2021               |
| 10        |                          | Friedrich Merz (1955–)           | 2025. május 6.       | hivatalban         | CDU             | Merz        | 21. 2025               |

## További irodalom

### Könyvek
- Klein, Herbert, ed. 1993. The German Chancellors. Berlin: Edition.
- Padgett, Stephen, ed. 1994. The Development of the German Chancellorship: Adenauer to Kohl. London: Hurst.

### Cikkek
- Harlen, Christine M. 2002. "The Leadership Styles of the German Chancellors: From Schmidt to Schröder." Politics and Policy 30 (2 (June)): 347–371.
- Helms, Ludger. 2001. "The Changing Chancellorship: Resources and Constraints Revisited." German Politics 10 (2): 155–168.
- Mayntz, Renate. 1980. "Executive Leadership in Germany: Dispersion of Power or 'Kanzler Demokratie'?" In presidents and Prime Ministers, ed. R. Rose and E. N. Suleiman. Washington, D.C: American Enterprise Institute. pp. 139–71.
- Smith, Gordon. 1991. "The Resources of a German Chancellor." West European Politics 14 (2): 48–61.

## Fordítás
- Ez a szócikk részben vagy egészben  a   Chancellor of Germany című angol Wikipédia-szócikk ezen változatának fordításán alapul.  Az eredeti cikk szerkesztőit annak laptörténete sorolja fel. Ez a jelzés csupán a megfogalmazás eredetét és a szerzői jogokat jelzi, nem szolgál a cikkben szereplő információk forrásmegjelöléseként.